# Transportation Technology Center

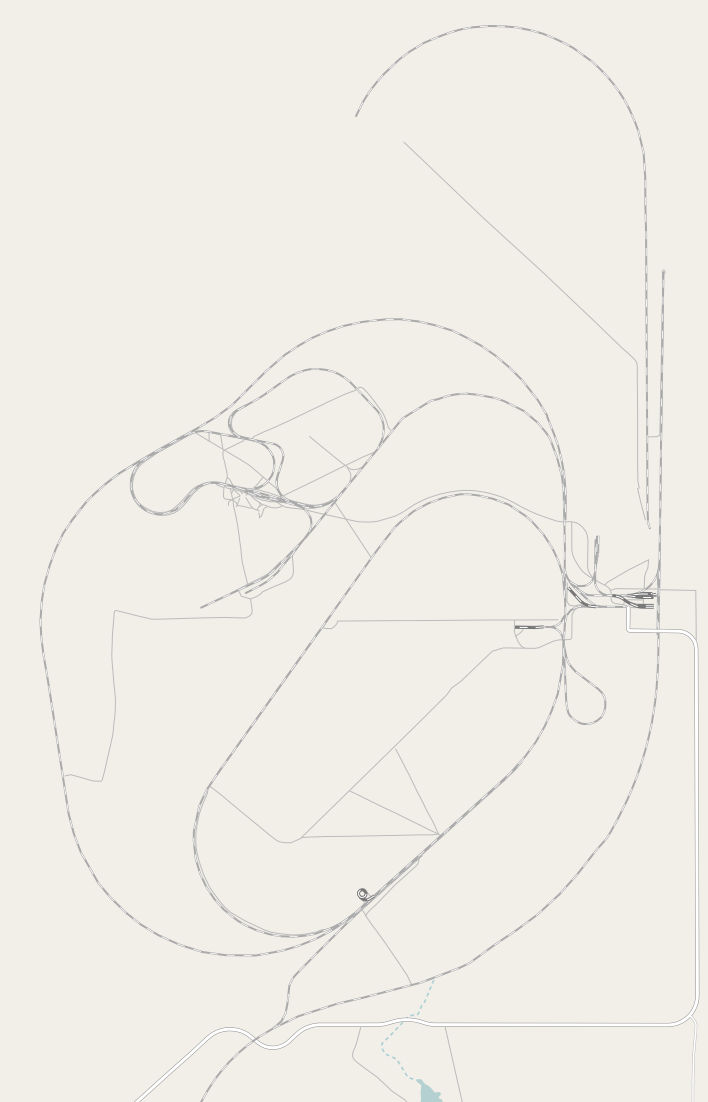
Karte

Das Transportation Technology Center (TTCI) ist eine Eisenbahnteststrecke bei Pueblo im US-Bundesstaat Colorado. Das Gelände wurde 1969 für die Errichtung eines High Speed Ground Test Center, einer Teststrecke für Luftkissenbahnen, ausgewählt. 1974 wurde diese jedoch abgerissen. Danach war die Anlage im Besitz der Federal Railroad Administration und wurde zum 1. Januar 1998 an die Association of American Railroads (AAR) privatisiert.

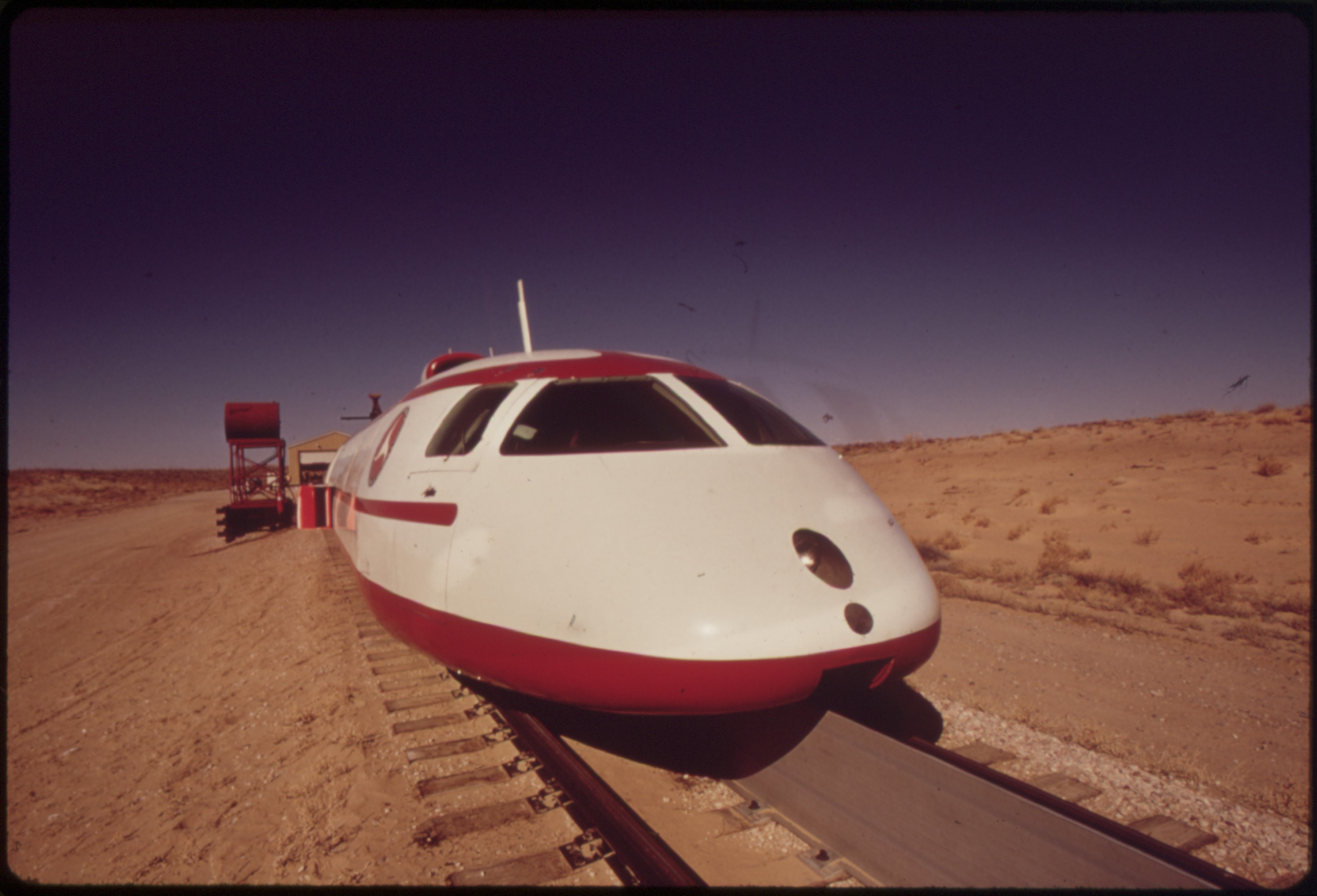
Test des Linear Induction Motor Test Vehicle (LIMTV) 1973

Die Teststrecke hat eine Gesamtlänge von 77 km in sieben Teilabschnitten: Schwerlastgüterstrecke für hohe Achslasten, Radsatzteststrecke (5,6 km), Testring (21,7 km, Höchstgeschwindigkeit 265 km/h), Nahverkehrsteststrecke (14,6 km, mit Stromschiene und Oberleitung), Aufprall-Teststrecke (1,2 km), Präzisionsmessstrecke (10,0 km) und Fahrdynamikteststrecke.